# Preduzeće Tito Sarajevo
Preduzeće Tito Sarajevo (Pretis, также NSU-Pretis) — бывшая югославская машиностроительная компания, расположенная в городе Вогошца, Босния и Герцеговина.

## История
Основанный в 1948 году в городе Вогошца близ Сараево оружейный завод, в 1963 начал лицензионный выпуск мотоциклов (NSU Maxi) и мотороллеров (Maxi III и Maxi V) фирмы NSU Motorenwerke, а позже приступил и к производству автомобилей NSU Prinz под марками Pretis и NSU-Pretis.
В 1967 Pretis объединился с тремя другими производителями оружия в холдинг UNIS, основавший вместе с Volkswagen AG в 1972 году автостроительное предприятие Tvornica Automobila Sarajevo (TAS).